# Seilh
Seilh (okzitanisch: Selh) ist eine französische Gemeinde mit 3311 Einwohnern (Stand: 1. Januar 2022) im Département Haute-Garonne in der Region Okzitanien. Sie gehört administrativ zum Arrondissement Toulouse und zum Kanton Blagnac. Die Einwohner werden Seilhois genannt.

## Geographie
Seilh wird im Osten von der Garonne begrenzt, in die im Norden der Gemeinde die Aussonnelle mündet, und liegt etwa 15 Kilometer nordwestlich von Toulouse. Umgeben wird Seilh von den Nachbargemeinden Merville im Norden und Nordwesten, Gagnac-sur-Garonne im Osten und Nordosten, Fenouillet im Südosten, Beauzelle im Süden sowie Aussonne im Westen.

## Sehenswürdigkeiten

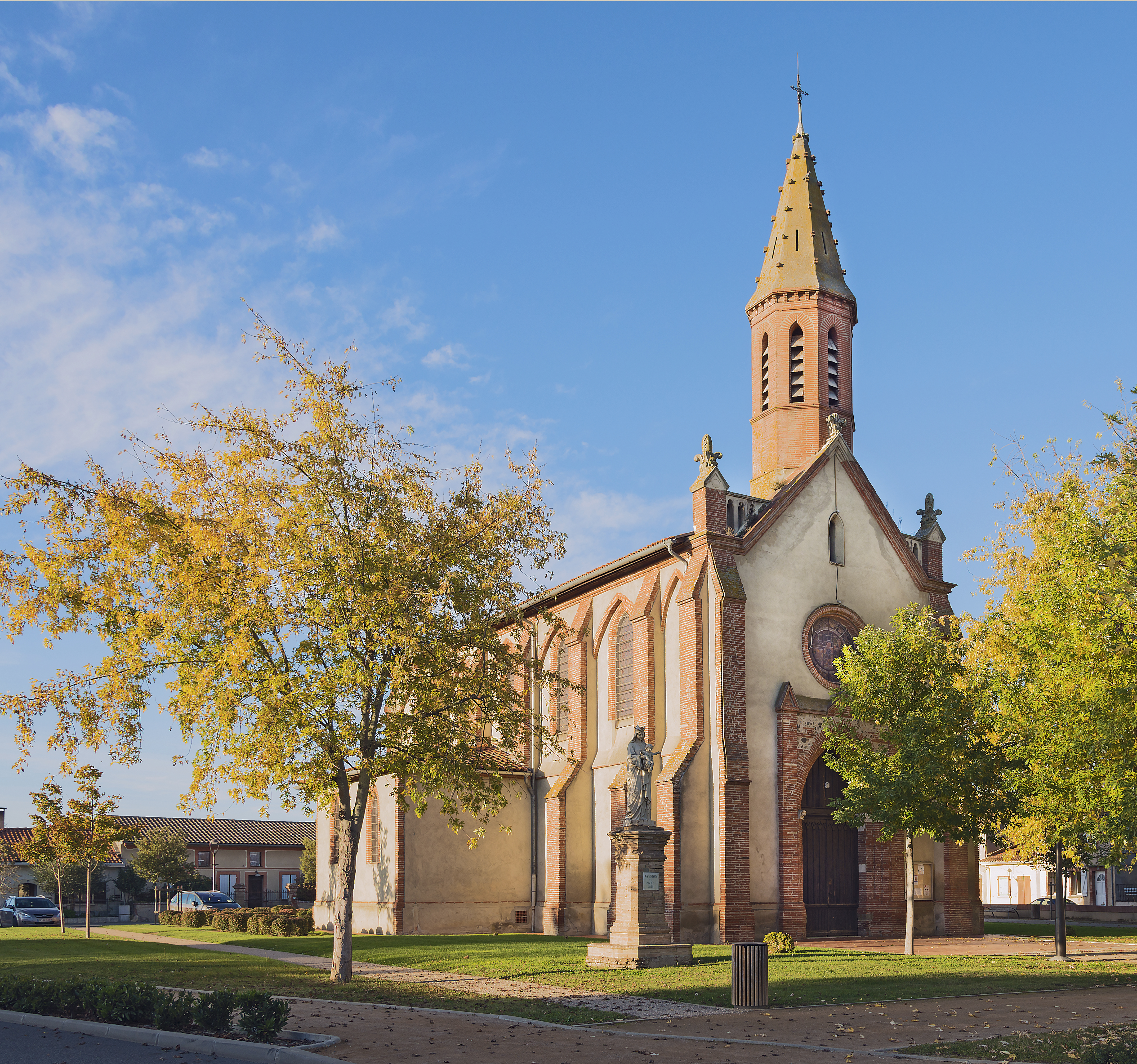
Kirche Sainte-Blandine

Siehe auch: Liste der Monuments historiques in Seilh
- Kirche Sainte-Blandine aus dem 19. Jahrhundert (1881)
- Schloss Rochemontès aus dem 18. Jahrhundert
- Schloss Percin aus dem 14. Jahrhundert

Der Ort ist Standort des „Château Percin“, einer der Einhegungen des Toulousain.

## Bevölkerungsentwicklung
| Jahr                      | 1968 | 1975 | 1982 | 1990 | 1999 | 2006 | 2011 |
| Einwohner                 | 449  | 492  | 621  | 816  | 2086 | 2812 | 3042 |
| Quelle: Cassini und INSEE |      |      |      |      |      |      |      |

## Persönlichkeiten
- Louis Bertorelle (1932–2012), Basketballspieler

## Gemeindepartnerschaften
Mit der spanischen Gemeinde Gimenells in Katalonien besteht eine Partnerschaft.